# Luis Ruiz
Luis Armando Ruiz Carmona (Caracas, 3 agosto 1997) è un calciatore venezuelano, centrocampista svincolato.

## Caratteristiche tecniche
È un mediano.

## Carriera

### Nazionale
Con la nazionale Under-20 venezuelana ha preso parte al campionato mondiale 2017 ed al campionato sudamericano 2017.

## Palmarès

### Competizioni nazionali
- Copa Venezuela: 1

Zulia: 2016